# Julius Glasell
Pontus Bernhard Julius Glasell, född 1824, död 1895, var en svensk missionär.
Glasell utgick 1849 i Leipzigsällskapets tjänst till Sydindien. Hans asketiska läggning och en viss katoliserande tendens i fråga om kyrkornas utsmyckning ledde till konflikter med de övriga lutherska missionärerna, varför han 1851 återvände till Sverige, där han 1875 blev kyrkoherde i Bjärshög.